# لويس إرنستو بيريز
لويس إيرنيستو بيريز غوميز (بالإسبانية: Luis Ernesto Pérez) (مواليد 12 يناير 1981 في مكسيكو) لاعب كرة قدم مكسيكي دولي يجيد اللعب في خط الوسط . لعب لصالح نادي مونتيري المكسيكي سنة 2003 .

## روابط خارجية
- لويس إرنستو بيريز على موقع الاتحاد الدولي (مؤرشف)  (الإنجليزية)
- لويس إرنستو بيريز على موقع قاعدة بيانات كرة القدم.إي يو (الإنجليزية)
- لويس إرنستو بيريز على موقع ناشيونال فوتبول تيمز (الإنجليزية)
- لويس إرنستو بيريز على موقع Soccerway.com (الإنجليزية)
- لويس إرنستو بيريز على موقع أوليمبيديا (الإنجليزية)
- لويس إرنستو بيريز على موقع AS.com (الإسبانية)